# Sauerland Open
Il Sauerland Open, noto anche come Platzmann-Sauerland Open per motivi di sponsorizzazione, è un torneo professionistico di tennis giocato su campi in  terra rossa. Fa parte dell'ATP Challenger Tour nella categoria Challenger 80. Si gioca dal 2021 al Lüdenscheider Tennis-Verein von 1899 nella città del Sauerland di Lüdenscheid, in Germania. Nel 2024 viene elevato soltanto a Challenger 100 per via dei concomitanti Challenger 125 nella medesima settimana di gioco.

## Albo d'oro

### Singolare
| Anno | Campione          | Finalista               | Punteggio        |
| ---- | ----------------- | ----------------------- | ---------------- |
| 2025 | Yannick Hanfmann  | Guy den Ouden           | 3–6, 6–2, 6–2    |
| 2024 | Raphaël Collignon | Botic van de Zandschulp | 3–6, 6–4, 6–3    |
| 2023 | Duje Ajduković    | Hugo Dellien            | 7–5, 6–4         |
| 2022 | Hamad Međedović   | Zhang Zhizhen           | 6–1, 6–2         |
| 2021 | Daniel Altmaier   | Nicolás Jarry           | 7–6(1), 4–6, 6–3 |

### Doppio
| Anno | Campioni                                  | Finalisti                           | Punteggio           |
| ---- | ----------------------------------------- | ----------------------------------- | ------------------- |
| 2025 | Hendrik Jebens Albano Olivetti            | Vasil Kirkov Bart Stevens           | 6–4, 6(2)–7, [10–8] |
| 2024 | David Pel Bart Stevens                    | Matwé Middelkoop Denys Molčanov     | 6–4, 2–6, [10–8]    |
| 2023 | Luca Margaroli Santiago Rodríguez Taverna | Jakob Schnaitter Kai Wehnelt        | 7–6(4), 6–4         |
| 2022 | Robin Haase Sem Verbeek                   | Fabian Fallert Hendrik Jebens       | 6–2, 5–7, [10–3]    |
| 2021 | Ivan Sabanov Matej Sabanov                | Denys Molčanov Oleksandr Nedovjesov | 6–4, 2–6, [12–10]   |